# Olivia Thirlbyová
Olivia Jo Thirlbyová, nepřechýleně Olivia Thirlby, (* 6. října 1986, New York) je americká herečka, který se proslavila rolemi ve filmech Juno (2007), Černá hodina (2011), Dredd (2012).

## Filmografie

### Film
| Rok  | Název                           | Role                 | Poznámky            |
| ---- | ------------------------------- | -------------------- | ------------------- |
| 2006 | Let číslo 93                    | Nicole Carol Miller  |                     |
| 2006 | Unlocked                        | Abby                 | krátkometrážní film |
| 2007 | Sněžní andělé                   | Lila Raybern         |                     |
| 2007 | Juno                            | Leah                 |                     |
| 2007 | Love Comes Lately               | Sylvia Brokeles      |                     |
| 2007 | Převtělená                      | Samantha Marris      |                     |
| 2008 | Bláznovství                     | Stephanie            |                     |
| 2008 | Eve                             | Kate                 | krátkometrážní film |
| 2009 | New Yorku, miluji Tě!           | Herečka              |                     |
| 2009 | O smyslu života                 | Anne                 |                     |
| 2009 | Nejistota                       | Sophie               |                     |
| 2009 | Breaking Upwards                | Erika                |                     |
| 2009 | What Goes Up                    | Tess Sullivan        |                     |
| 2009 | Muž v pokusešní                 | Maureen              |                     |
| 2011 | Hlavně nezávazně                | Katie                |                     |
| 2011 | Margaret                        | Monica               |                     |
| 2011 | Černá hodina                    | Natalie              |                     |
| 2012 | Nobody Walks                    | Martine              |                     |
| 2012 | V tátově stínu                  | Denise               |                     |
| 2012 | Dredd                           | Soudkyně Andersonová |                     |
| 2014 | Red Knot                        | Chloe Harrison       |                     |
| 2014 | Od pěti do sedmi                | Jane                 |                     |
| 2014 | Just Before I Go                | Greta                |                     |
| 2015 | Dokonalý svědek s.r.o.          | Alison Palmer        |                     |
| 2015 | Welcome to Happiness            | Trudy                |                     |
| 2015 | Stanfordský vězeňský experiment | Christina Maslach    |                     |
| 2016 | Between Us                      | Dianne               |                     |
| 2017 | Chappaquiddick                  | Rachel Schiff        |                     |
| 2019 | Neviditelná                     | Holly                |                     |
| 2023 | Oppenheimer                     | Lilli Hornigová      |                     |
| 2023 | Peníze těch tupců               | Yaara Plotkin        |                     |

### Televize
| Rok       | Název           | Role           | Poznámky             |
| --------- | --------------- | -------------- | -------------------- |
| 2006–2007 | Unesený         | Aubrey Cain    | 5 dílů               |
| 2009      | Znuděný k smrti | Suzanne        | 4 díly               |
| 2011      | Good Vibes      | Jeena (hlas)   | hlavní role, 12 dílů |
| 2016      | Goliath         | Lucy Kittridge | hlavní role,         |

### Divadlo
| Rok  | Název           | Role          | Poznámky                   |
| ---- | --------------- | ------------- | -------------------------- |
| 2008 | Farragut North  | Molly Stearns | Linda Gross Theater        |
| 2012 | Lonely, I'm Not | Obchodnice    | Second Stage Theatre       |
| 2014 | O.P.C.          | Romi Weil     | American Repertory Theater |